# 告全党全军全国各族人民书
《告全党全军全国各族人民书》是中国共产党中央委员会、中华人民共和国全国人民代表大会常务委员会、中华人民共和国国务院、中国人民政治协商会议全国委员会、中国共产党和中华人民共和国中央军事委员会所联名发布的訃告，用於正式公布中華人民共和國最高领导人逝世的消息，規格比其他党和国家领导人以及社會知名人士要更高。

## 历史
在中华人民共和国历史上，分别在1976年9月9日、1997年2月19日、2022年11月30日三次以《告全黨全軍全國各族人民書》形式，正式公布毛泽东、邓小平、江泽民逝世的消息。
《告全黨全軍全國各族人民書》一般先由新华社發出通稿，然後由“中央三台”等广播电视平台播出，翌日在人民日报、光明日报等各大報紙整版刊載。
在广播电视端，1976年9月9日的《告全党全军全国各族人民书》由央广播音员夏青在当日下午首发播报；1997年2月19日的《告全党全军全国各族人民书》由央视播音员罗京在翌日凌晨首发播报；2022年11月30日的《告全党全军全国各族人民书》由央视新闻频道播音员潘涛在当日傍晚首发播报。